# Данилково (городской округ Мытищи)
Данилково — упразднённая в 2015 году деревня в Мытищинском районе Московской области России, входила в состав сельского поселения Федоскинское. Постановлением губернатора Московской области от 9 сентября 2015 года № 389-ПГ село Федоскино и деревня Данилково объединены в село Федоскино.

## Население
| 1899 | 2002 | 2010 |
| ---- | ---- | ---- |
| 28   | ↗549 | ↘371 |

## География
Расположена на севере Московской области, в северо-западной части Мытищинского района, примерно в 19 км к северо-западу от центра города Мытищи и 16 км от Московской кольцевой автодороги, на левом берегу реки Учи, напротив устья Раздерихи, выше Пяловского водохранилища системы канала имени Москвы. В деревне одна улица — Лукутинская. Ближайшие населённые пункты — деревни Крюково, Семенищево, сёла Марфино и Федоскино.

## История
В памятной книжке Московской губернии на 1899 год упоминается как сельцо Марфинской волости 4-го стана Московского уезда Московской губернии с 28 жителями.
В 1913 году — сельцо Марфинской волости в 28 верстах от Москвы, 2 верстах от волостного правления и 6 верстах от станции Катуар Савёловской железной дороги.
1994—2006 гг. — центр Федоскинского сельского округа Мытищинского района.
2006—2015 гг. — деревня сельского поселения Федоскинское Мытищинского муниципального района Московской области.